# Agullana
Agullana ist ein Ort und eine Gemeinde (municipi) mit 909 Einwohnern (Stand: 2024) in der Provinz Girona in der Autonomen Region Katalonien. Sie liegt in der Comarca Alt Empordà.

## Lage
Der Ort Agullana liegt in einer Höhe von etwa 165 Metern ü. d. M. etwa zehn Kilometer (Fahrtstrecke) südlich des spanisch-französischen Grenzorts Le Perthus; die Provinzhauptstadt Girona ist weitere 60 Kilometer in südlicher Richtung entfernt.

## Bevölkerungsentwicklung
| Jahr      | 1960 | 1970 | 1981 | 1990 | 2000 | 2014 |
| Einwohner | 897  | 824  | 688  | 711  | 655  | 826  |

Im 19. Jahrhundert hatte die Gemeinde meist deutlich über 1200 Einwohner. Die Reblauskrise im Weinbau und die Mechanisierung der Landwirtschaft führten in der ersten Hälfte des 20. Jahrhunderts zu einem Verlust von Arbeitsplätzen und zu einem kontinuierlichen Absinken der Einwohnerzahlen bis auf die Tiefststände in den 1980er und 1990er Jahren. Das Wiederansteigen der Bevölkerungszahlen ist auf die insgesamt positive wirtschaftliche Entwicklung in Katalonien zurückzuführen.

## Wirtschaft
Landwirtschaft und Weinbau bilden die Haupterwerbszweige der Einwohner; früher wurde auch Kork (suro) geschält. Seit den 1960er Jahren hat sich der Tourismus zu einem wesentlichen Bestandteil der Wirtschaft entwickelt. 

## Geschichte
Einige neolithische Dolmen und Menhire (Menhir dels Palaus) befinden sich auf dem Gemeindegebiet. Zur Urnenfelderkultur gehört die Nekropole von Can Pico de Baix. Aus römischer Zeit fehlen bislang archäologische Spuren. Im Mittelalter erscheint der heutige Ortsname erstmals in einer Urkunde des Jahres 1019, in welcher die Kirche Sanctae Mariae de Aguliana dem Bistum Girona angegliedert wird.

## Sehenswürdigkeiten
- Die einschiffige Pfarrkirche Santa Maria ist ein aus exakt bearbeiteten Hausteinen errichteter spätromanischer Bau des ausgehenden 12. und beginnenden 13. Jahrhunderts mit einer halbrunden Apsis mit einem abschließenden Rundbogenfries und einem – möglicherweise später hinzugefügten – imposanten Glockengiebel (espadanya) im Westen. Ein mehrfach zurückgestuftes Archivoltenportal auf der Südseite der Kirche präsentiert eingestellte Säulen und leeres Tympanonfeld; der äußere Überfangbogen ist gekerbt. Zwei schlanke Fenster mit abgeschrägten Laibungen werden von gebogenen Zahnschnittfriesen überfangen. Das Tonnengewölbe im ansonsten schmucklosen Innern der Kirche ist im Scheitel leicht angespitzt.
- Auf dem Gemeindegebiet stehen zwei Menhire und drei Dolmen (→ Weblink).